# خواری (سوریه)
خواری (به عربی: خواری) یک روستا در سوریه است که در ناحیه سراقب واقع شده‌است. خواری ۹۳۷ نفر جمعیت دارد.